# Jardim suspenso
Um jardim suspenso é uma forma de Arquitetura paisagista e sustentável, um jardim artístico ou uma pequena fazenda urbana: anexado ou incorporado a uma parede. Eles são encontrados principalmente em áreas onde a terra é escassa ou onde o agricultor é móvel, ou não permanente.

## História
Os mais famosos jardins suspensos eram os lendários Jardins suspensos da Babilônia. Na antiguidade, eles foram considerados como uma das Sete Maravilhas do Mundo e eram localizados no atual Iraque.

## Uso Moderno
No uso contemporâneo, jardins suspensos são um Jardim Vertical em uma fachada: em nível de solo, em uma varanda, em um terraço ou como parte de um Teto-jardim; de uma casa, ou vegetação aérea com aplicações em construções residenciais, comerciais ou em prédios governamentais.

## Produtos
Sistemas pré-fabricados e modulares de jardins suspensos têm sido desenvolvidos e já estão no mercado internacional.